# Oberraden
Oberraden là một đô thị thuộc huyện Neuwied, trong bang Rheinland-Pfalz, phía tây nước Đức. Đô thị Oberraden có diện tích 4,33 km², dân số thời điểm ngày 31 tháng 12 năm 2006 là 629 người.